# Albert Mol
Albert Mol (1. januar 1917 - 9. marts 2004) var en populær hollandsk forfatter, skuespiller og tv-personlighed, som optrådte i film og tv-shows over en karriere, der varede næsten 60 år.